# Ribe Amt
Ribe Amt – jeden z 13 okręgów w Danii, istniejących w latach 1970–2006. Okręg położony był w południowo-zachodniej Jutlandii. Został utworzony 1 kwietnia 1970 na mocy reformy podziału administracyjnego Danii, zaś zlikwidowany przy okazji kolejnej reformy z 2007. Jego obszar został włączony do nowego regionu administracyjnego Dania Południowa.

## Gminy
- Billund
- Blaabjerg
- Blåvandshuk
- Bramming
- Brørup
- Esbjerg
- Fanø
- Grindsted
- Helle
- Holsted
- Ribe
- Varde
- Vejen
- Ølgod